# Masacre de Mérindol

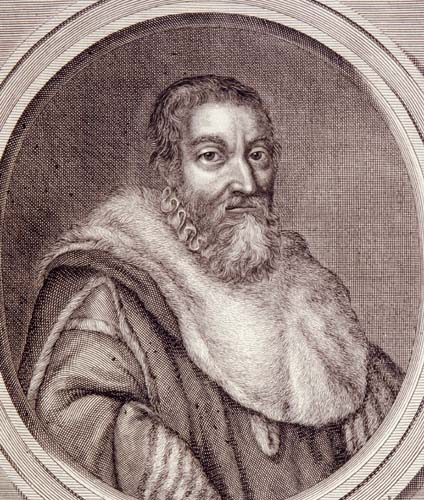
Jean Maynier Presidente del Parlamento de Aix organizador de la masacre, retrato realizado en 1724.

La masacre de Mérindol es un evento dramático ordenado por el Parlamento de Aix contra los valdenses de Luberon, que acababa de adoptar la confesión protestante. Precursor de las guerras de religión que sangrarán quince años después al reino de Francia, esta matanza de 3.000 personas en cinco días devastó 24 aldeas en el Luberon, inclusive Mérindol, en la primavera de 1545, mientras que 670 personas fueron enviadas a las galeras de Marsella. Es conocido en detalle gracias a la investigación ordenada unos años más tarde y publicada por el rey Enrique II de Francia.

## Contexto político
Los protestantes de la Iglesia Evangélica Valdense desarrollaron su misión evangélica en la Provenza en el Luberon y Piamonte con las relaciones con los protestantes de Bohemia y Suiza. 
En 1540, los valdenses son objeto de una condena por el edicto de Mérindol.  Pero necesitando su apoyo contra el emperador Carlos V, Francisco I envió cartas de agradecimiento a los habitantes perseguidos en la Provenza a causa de la religión.
El retiro de Carlos V en 1545 cambió la situación. El 1 de enero de 1545, Francisco I promulgó el Decreto de Merindol y ordenó una cruzada contra los valdenses de Provenza. En abril, Jean Maynier, barón de Oppède y primer presidente del Parlamento de Aix, desencadena la persecución, dirigida por Joseph Agoult y Antoine Escalin des Aimars (también llamado Paulin La Guardia), general de las galeras y embajador del rey de Francia, que zarpaba del puerto de Marsella para luchar contra los ingleses de Boulogne-sur-Mer.

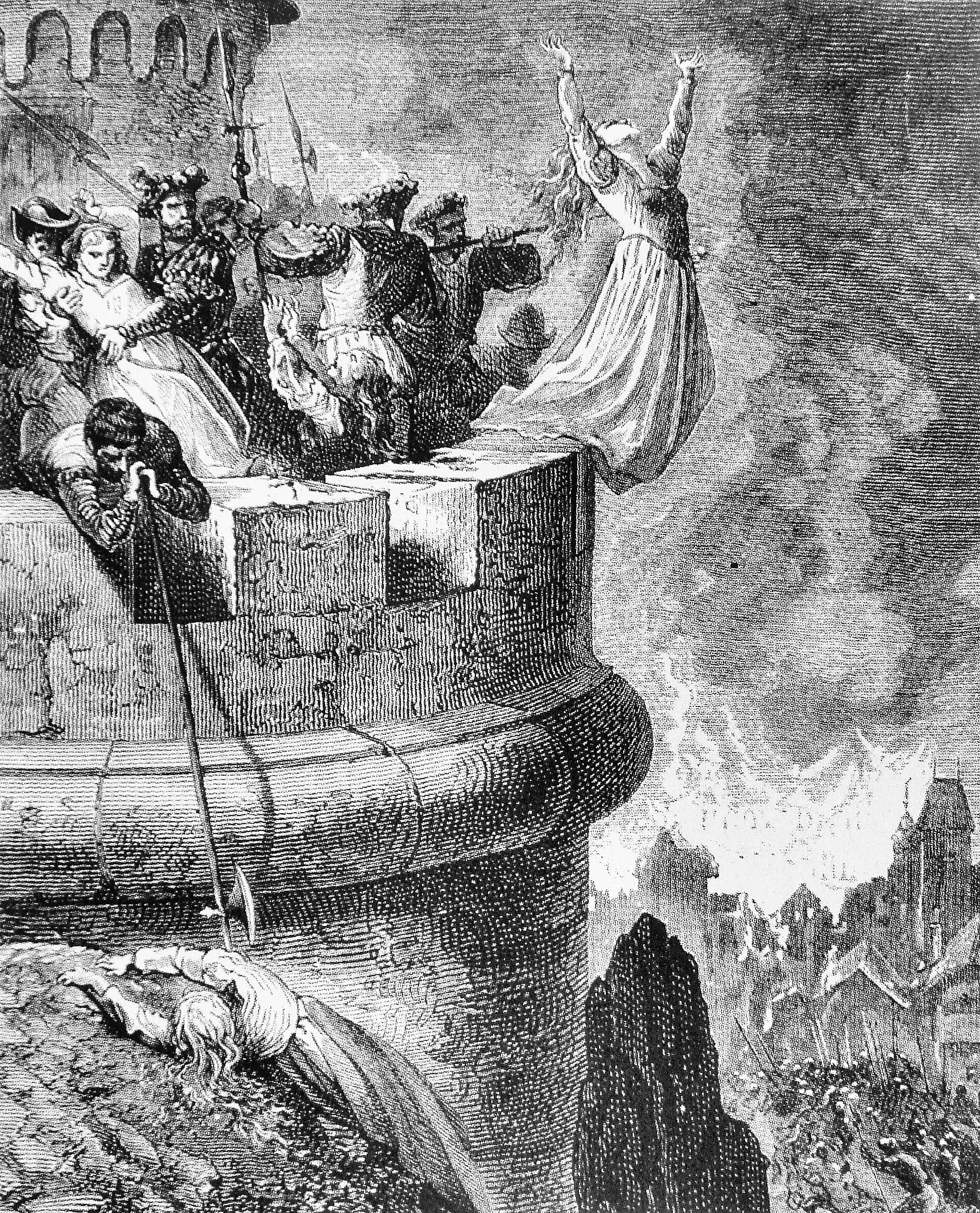
La masacre de la población de Mérindol.

## La masacre de Mérindol
Antoine Escalin des Aimars y sus tropas salieron de Marsella para eliminar a los protestantes Valdenses que se habían establecido  en Provenza. Antoine Escalins marchó hacia Mérindol y las aldeas circundantes a la cabeza de 2,000 combatientes.
Los pueblos valdenses son saqueados, los hombres masacrados o enviados a galeras, las mujeres violadas antes de ser asesinadas. Algunos se venden como esclavos. La tierra es confiscada. Los bienes saqueados se venden a una décima parte de su precio, para pagar a los soldados. 
La violencia se desborda, los pueblos de los alrededores también la sufren. El jefe de la resistencia valdense Eustache Marron tiene su fortaleza en Cabrières (actualmente Cabrières d'Avignon), que se destruyó el 19 de abril, como otros 23 pueblos valdenses del Luberon, masacrados por el ejército del Barón (23 aldeas, Mérindol y Cabrières, inclusive Cabrierettes, Peypin, La Motte Aygues, San Martín, Nyons, Lacoste, Lourmarin, Villelaure, Trésémines, Cadenet, Janson). Se mataron a 3.000 personas en cinco días y se enviaron a galeras a 670 hombres, a ambos lados de la montaña de Luberon. Además, a su paso los soldados destruyen los cultivos, matan los rebaños y un número indeterminado de campesinos mueren de hambre.

## Repercusiones

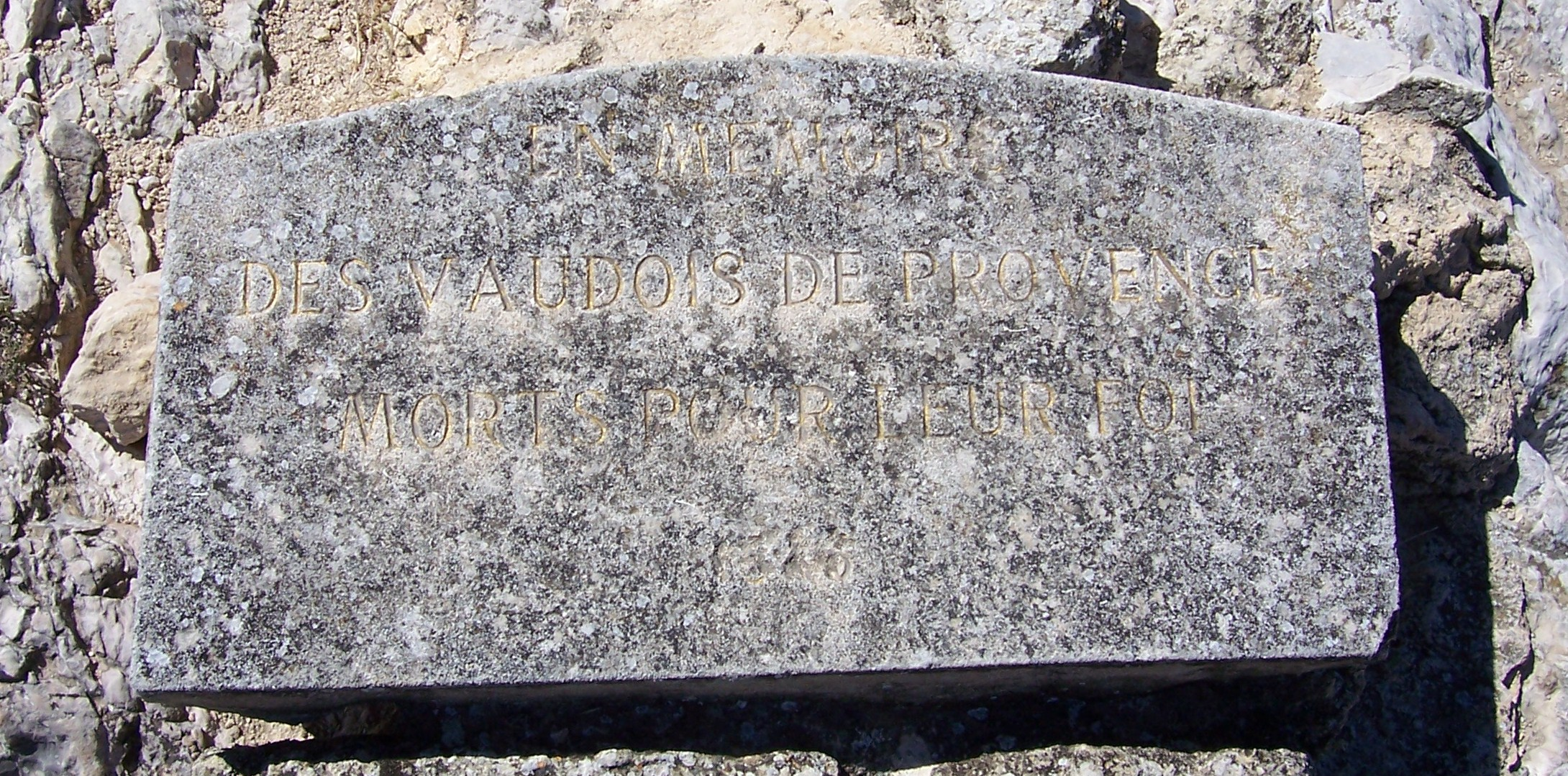
Placa en memoria de los Valdenses masacrados en Mérindol.

Como resultado de esta masacre, el papa Pablo III recibió con honores al Presidente del Parlamento de Provenza, Jean Maynier.
Cuando Enrique II de Francia ascendió al trono, abrió una investigación sobre esta masacre. El Parlamento de París juzgó a los principales culpables de este dramático evento, pero tanto los soldados como los parlamentarios que se habían enriquecido fueron absueltos.
Los supervivientes valdenses de esta masacre se unieron a la iglesia calvinista.
El 12 de febrero de 1560, al comienzo de las guerras de religión, Paulon de Mauvans reunió a las sesenta iglesias protestantes de Provenza en la conspiración de Amboise: se prometieron dos mil hombres al partido hugonote.
Mérindol es uno de los dos lugares de seguridad, con Forcalquier, otorgado por el Edicto de Saint-Germain a los protestantes de Provenza.